# Redução de vogais
Em fonética, a redução vocálica é qualquer uma das várias mudanças na qualidade acústica das vogais como resultado de mudanças na ênfase, sonoridade, duração, intensidade, articulação ou posição na palavra (por exemplo, para a língua muscogee), e que são percebidas como "enfraquecimento". Na maioria das vezes, isso também torna as vogais mais curtas.

## Transcrição
|         | Anterior | Central | Central | Posterior |
| ------- | -------- | ------- | ------- | --------- |
| Próximo | ᵻ ( ɨ )  | ᵻ ( ɨ ) | ᵿ ( ɵ ) | ᵿ ( ɵ )   |
| Meio    |          | ə       | ə       |           |
| Aberto  |          | ɐ       | ɐ       |           |

O português tem sete ou oito vogais em sílabas tônicas (/a, ɐ, ɛ, e, i, ɔ, o, u/). As vogais /a/ e /ɐ/, que não são fonemicamente distintas em todos os dialetos, fundem-se em sílabas átonas. Na maioria dos casos, as sílabas átonas podem ter uma de cinco vogais (/a, e, i, o, u/), mas às vezes há uma tendência impevisível para /e/ para mesclar com /i/ e /o/ para mesclar com /u/.

## Enfraquecimento da articulação vocálica

Tabela de vogais cardinais mostrando o espaço vocálico periférico (branco) e central (azul), com base na tabela de Collins & Mees (2003)

Por exemplo, alguns falantes pronunciam a primeira sílaba de dezembro de forma diferente da primeira sílaba de dezoito, sendo esta última mais reduzida. Também há instâncias de /ɛ/ e /ɔ/ sendo distinguido de /e/ e /o/ em sílabas átonas, especialmente para evitar ambiguidade. O verbo pregar é diferente de pregar, e o último verbo foi historicamente escrito prègar para refletir que seu /ɛ/ átono não é reduzido.
A fonologia da língua portuguesa é ainda mais complicada pela variedade de dialetos, particularmente pelas diferenças entre o português europeu e o português brasileiro e pelas diferenças entre os subdialetos de ambas as variedades.
A redução vocálica é uma das fontes de distinção entre uma língua falada e sua contraparte escrita. A fala vernácula e a formal geralmente apresentam diferentes níveis de redução de vogais e, portanto, o termo "redução de vogais" também é aplicado às diferenças em uma variedade linguística com relação, por exemplo, ao padrão da língua.
Dizem que algumas línguas, como o finlandês, o hindi e o espanhol clássico, não têm redução de vogais. Essas línguas são frequentemente chamadas de línguas com tempo silábico. No outro extremo do espectro, o espanhol mexicano é caracterizado pela redução ou perda das vogais átonas, principalmente quando estão em contato com o som /s/. Pode ser o caso de as palavras pesos, pesas e peces serem pronunciadas da mesma forma: [ˈpesə̥s] .

## Redução do inventário vocálico
Em alguns casos, a redução fonética de vogais pode contribuir para a redução fonêmica (fonológica), o que significa fusão de fonemas, induzida por pronúncia indistinguível. No entanto, essa sensação de redução vocálica pode ocorrer por outros meios além da centralização vocálica.